# Bơi bướm

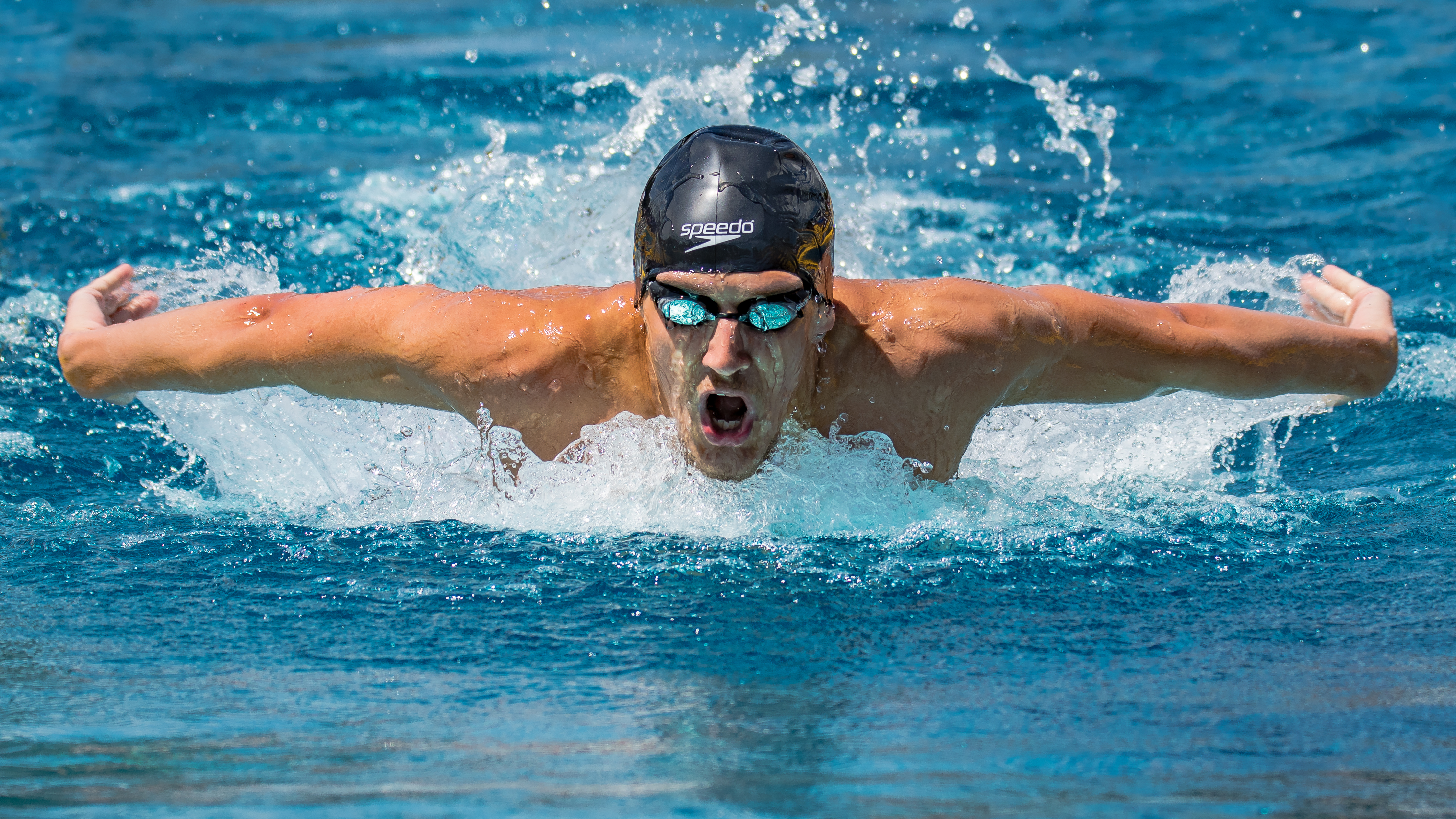

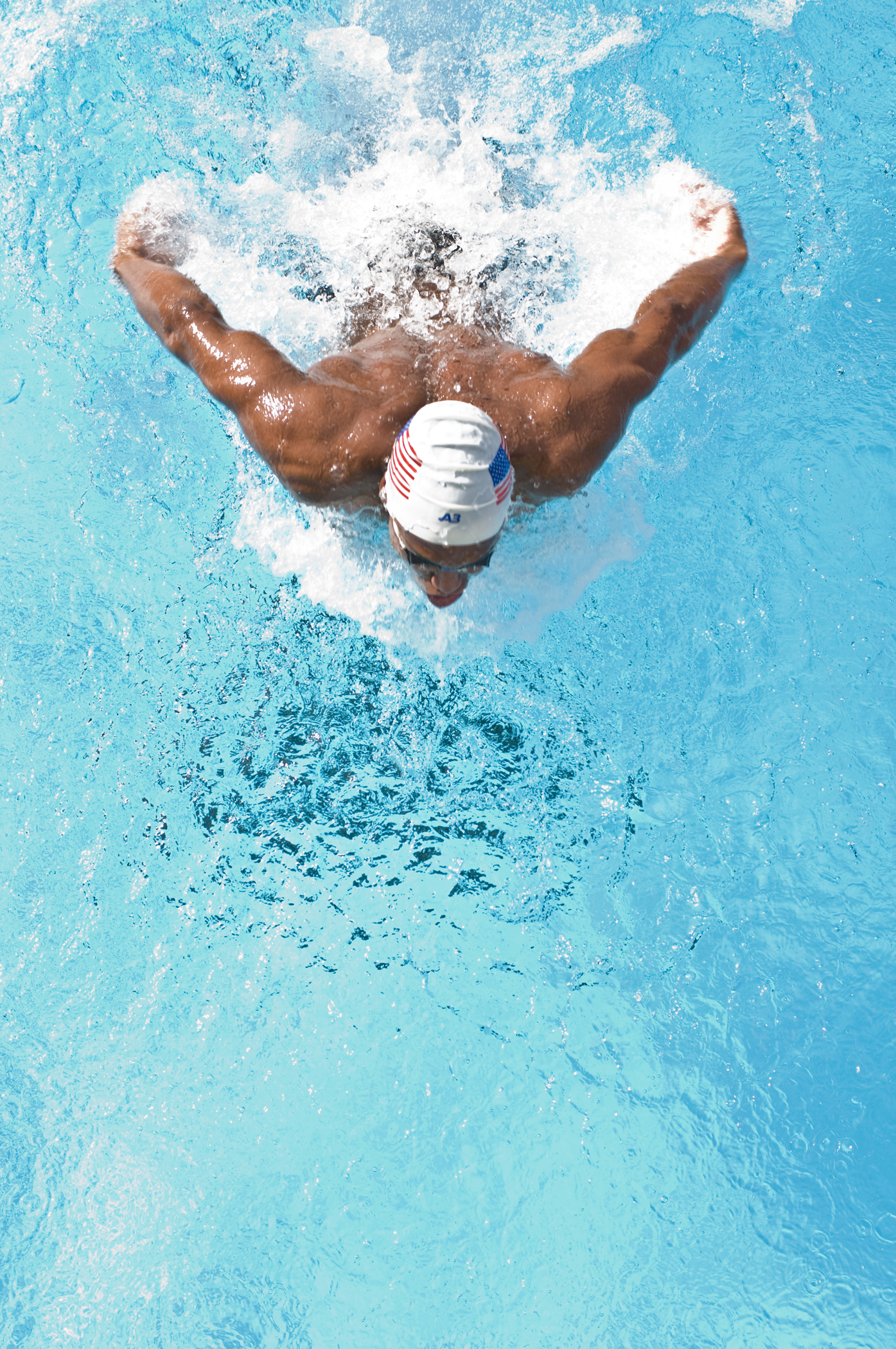
Bơi bướm

Bơi bướm là kiểu bơi úp sấp ngực, động tác của đôi tay tương tự, đối xứng nhau, kết hợp đạp chân bướm (còn gọi là đạp chân cá heo). Trong khi các kiểu Bơi trườn sấp, Bơi ếch, Bơi ngửa có thể tương thích cho người mới tập bơi, thì bơi bướm là kiểu khó, đòi hỏi kỹ thuật cũng như thể lực thật tốt. Bơi bướm là kiểu bơi mới nhất được đưa vào thi đấu, bơi bướm lần đầu xuất hiện năm 1933, khởi nguồn hình thành từ kiểu bơi ếch.
Tốc độ cực đại trong bơi bướm cao hơn trong bơi trườn sấp, bởi sự kết hợp đồng thời kéo/đẩy nước của 2 tay. Tuy nhiên, sau nhịp đó tốc độ giảm đáng kể trong nhịp hồi khí nên về tổng thể, tốc độ bơi bướm thấp hơn một chút (vẫn cao hơn 2 kiểu bơi còn lại).
